# Haringsee
Haringsee ist eine Gemeinde mit 1159 Einwohnern (Stand 1. Jänner 2025) im Marchfeld in Niederösterreich.

## Geografie
Jeweils in 20 km Entfernung befinden sich nördlich Gänserndorf, östlich Marchegg, südlich Hainburg und westlich Wien.

### Gemeindegliederung
Das Gemeindegebiet umfasst folgende drei Ortschaften (in Klammern Einwohnerzahl Stand 1. Jänner 2025):
- Fuchsenbigl (342)
- Haringsee (658)
- Straudorf (159)

Die Gemeinde besteht aus den Katastralgemeinden Fuchsenbigl, Haringsee und Straudorf.
Mit der NÖ. Kommunalstrukturverbesserung schloss sich die Gemeinde zum 1. Jänner 1970 mit den Gemeinden Fuchsenbigl und Straudorf freiwillig zu einer Großgemeinde mit dem Namen Haringsee zusammen.

### Nachbargemeinden
|              | Untersiebenbrunn                            | Lassee    |
| Leopoldsdorf | Kompassrose, die auf Nachbargemeinden zeigt |           |
| Orth         |                                             | Eckartsau |

## Geschichte
Im Jahr 1150 wurde Haringsee, damals Horgwense, zum ersten Mal urkundlich erwähnt.
Laut Adressbuch von Österreich waren im Jahr 1938 in der Ortsgemeinde Haringsee ein Tierarzt, ein Bäcker, zwei Fleischer, zwei Friseure, drei Gastwirte, vier Gemischtwarenhändler, eine Hebamme, zwei Kohlehändler, ein Landesproduktehändler, ein Maler, ein Maurermeister, eine Mühle, ein Sattler, ein Schlosser, zwei Schmiede, zwei Schneider, zwei Schuster, ein Spengler, zwei Trafikanten, ein Tischler, ein Viehhändler, ein Viktualienhändler, zwei Wagner, zwei Zimmermeister und zahlreiche Landwirte ansässig. Weiters gab es eine Zementwarenfabrik.

## Ethnographie
Der Ort ist Teil der kroatischen Sprachinsel im Marchfeld.

## Kultur und Sehenswürdigkeiten

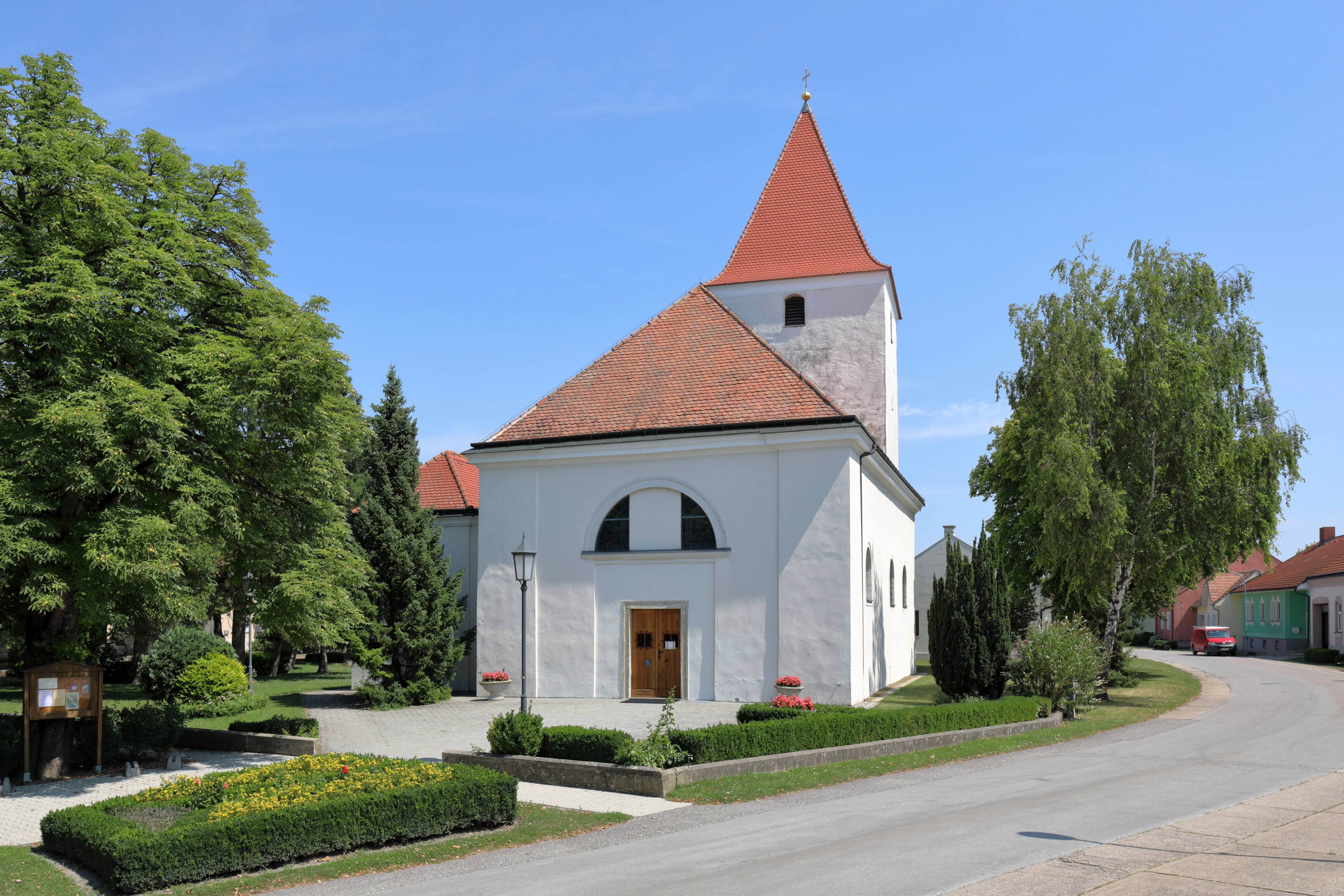
Pfarrkirche Haringsee

- Katholische Pfarrkirche Haringsee hl. Laurenz: Eine im Kern frühgotische Wehrkirche aus dem 14. Jahrhundert, die in mehreren Etappen barockisiert und Anfang des 19. Jahrhunderts gegen Westen um ein Joch erweitert wurde.
- Katholische Filialkirche Fuchsenbigl Hll. Gertrud und Mechthild
- Katholische Filialkirche Straudorf hl. Rosalia
- Eulen- und Greifvogelstation Haringsee, Diese ist zuständig für Planung, Organisation und Durchführung des Projektes zur Wiederansiedlung von Bartgeiern in Österreich.[6]

## Wirtschaft und Infrastruktur
Nichtlandwirtschaftliche Arbeitsstätten gab es im Jahr 2001 41, land- und forstwirtschaftliche Betriebe nach der Erhebung 1999 65. Die Zahl der Erwerbstätigen am Wohnort betrug nach der Volkszählung 2001 539. Die Erwerbsquote lag 2001 bei 49,24 Prozent.
Nennenswertes
- Bundesversuchswirtschaft Fuchsenbigl
- Pflugweltmeisterschaft in Fuchsenbigl (1964)
- In Haringsee befinden sich bedeutende Außenlager der Bundestheater, der Vereinigten Bühnen, des Technischen Museums und auch der Nationalbibliothek.[7][8]
- In Haringsee besteht eines der größten und modernsten Kulissenlager weltweit. In 9 Hallen auf insgesamt 71.498 m² sind Materialien  für 200 Bühnenproduktionen untergebracht. 110 davon für die Staatsoper, 40 für die Volksoper sowie 50 für Burg- und Akademietheater. Seit 2021 betreibt auch die Nationalbibliothek dort ein Außenlager.[9][10]

### Öffentliche Einrichtungen
In Haringsee befindet sich ein Kindergarten und eine Volksschule.

### Verkehr
- Bahn: Haringsee lag an der Lokalbahn Siebenbrunn–Engelhartstetten, auf welcher der Betrieb im Jahr 2003 eingestellt wurde.

## Politik

### Gemeinderat
Der Gemeinderat hat 19 Mitglieder.
- Nach den Gemeinderatswahlen in Niederösterreich 1990 hatte der Gemeinderat folgende Verteilung: 14 ÖVP und 5 SPÖ.
- Nach den Gemeinderatswahlen in Niederösterreich 1995 hatte der Gemeinderat folgende Verteilung: 15 ÖVP und 4 SPÖ.[13]
- Nach den Gemeinderatswahlen in Niederösterreich 2000 hatte der Gemeinderat folgende Verteilung: 14 ÖVP und 5 SPÖ.[14]
- Nach den Gemeinderatswahlen in Niederösterreich 2005 hatte der Gemeinderat folgende Verteilung: 13 ÖVP und 6 SPÖ.[15]
- Nach den Gemeinderatswahlen in Niederösterreich 2010 hatte der Gemeinderat folgende Verteilung: 13 ÖVP und 6 SPÖ.[16]
- Nach den Gemeinderatswahlen in Niederösterreich 2015 hatte der Gemeinderat folgende Verteilung: 14 ÖVP und 5 SPÖ.[17]
- Nach den Gemeinderatswahlen in Niederösterreich 2020 hat der Gemeinderat folgende Verteilung: 16 ÖVP und 3 SPÖ.[18]
- Nach den Gemeinderatswahlen in Niederösterreich 2025 hat der Gemeinderat folgende Verteilung: 13 ÖVP, 3 SPÖ und 3 FPÖ.[19]

### Bürgermeister
- 1985–2012 Josef Breuer (ÖVP)[3]
- seit 2012 Roman Sigmund (ÖVP)

## Persönlichkeiten
- Konrad Wenzl (1893–1945), Landwirt, Politiker und Abgeordneter zum Landtag von Niederösterreich